# Jelena Anatoljewna Lukjanowa

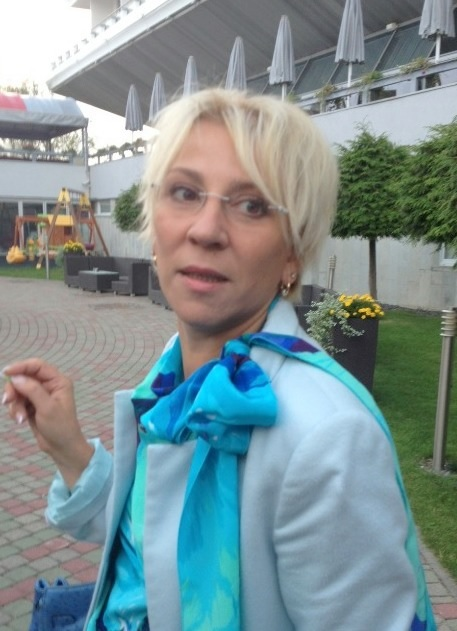
Jelena Lukjanowa (2016)

Jelena Anatoljewna Lukjanowa (russisch Елена Анатольевна Лукьянова; * 27. Juni 1958 in Moskau) ist eine russische Juristin.
Die Verfassungsrechtlerin war Professorin an der Lomonossow-Universität Moskau (1984–2013) und der Wirtschaftshochschule Moskau (2013–2020) sowie Mitglied der Gesellschaftlichen Kammer der Russischen Föderation (2010–2014). Lukjanowa war 2016 Preisträgerin der Moskauer Helsinki-Gruppe.
Bei der Annexion der Krim 2014 entschied das russische Verfassungsgericht, dass der vorgesehene Beitrittsvertrag rechtmäßig sei. Lukjanowa publizierte am Jahrestag dieses Entscheides in der oppositionellen Zeitung Nowaja gaseta einen Beitrag, in dem sie die Konformität des Beitritts mit dem russischen Recht verneinte. Ihr Beitrag zog eine Replik des Gerichtspräsidenten Waleri Sorkin in der Regierungszeitung Rossijskaja gaseta nach sich.
Nach dem Überfall auf die Ukraine 2022 engagierte sie sich im Antikriegskomitee Russlands und emigrierte nach Lettland.
Lukjanowa ist die Tochter des kommunistischen Parteifunktionärs und Politikers Anatoli Iwanowitsch Lukjanow, der sich am Augustputsch 1991 als Mitglied des Putschkomitees GKTschP beteiligte.